# Flexible Image Transport System
Das Flexible Image Transport System (FITS) ist ein flexibles offenes Dateiformat für Bilder, Spektren und Tabellen, das 1981 von der NASA entwickelt wurde und vor allem im Bereich der Astronomie verwendet wird. Es unterstützt u. a. mehrdimensionale Arrays mit ein- und zweidimensionalen Spektren sowie drei- und mehrdimensionale Datenwürfel. TIFF ist eine Untermenge von FITS mit einem ähnlichen Bildformat. Anders als bei TIFF sind bei FITS umfangreiche Beschreibungsdaten im Dateikopf enthalten, wodurch die Bilder unabhängig von Spezialprogrammen interpretiert werden können.
FITS zählt zu den von der Internationalen Astronomischen Union (IAU) anerkannten Dateiformaten; mit ihm werden u. a. die Bilder des Hubble-Weltraumteleskops (HST), der Europäischen Südsternwarte (ESO), des Röntgenobservatoriums XMM-Newton der Europäischen Weltraumorganisation (ESA), des Spitzer-Weltraumteleskops (SST) und des James-Webb-Weltraumteleskop der NASA gespeichert.
Seit Neuerem wird es auch im digitalen Archiv von der Vatikanischen Apostolischen Bibliothek benutzt, um die wertvollen und alten Manuskripte zu speichern und zugänglich zu machen.
Viele gängige Bildbetrachtungsprogramme öffnen Bilder im FITS-Format, geben die Headerinformation aber nur eingeschränkt wieder.
Das FITS-Format wird von vielen Programmiersprachen unterstützt, darunter C, Fortran, Java, und Python.